# La Rivière-Saint-Sauveur
La Rivière-Saint-Sauveur és un municipi francès situat al departament de Calvados i a la regió de Normandia. L'any 2007 tenia 2.062 habitants.

## Demografia

### Població
El 2007 la població de fet de La Rivière-Saint-Sauveur era de 2.062 persones. Hi havia 832 famílies de les quals 205 eren unipersonals (83 homes vivint sols i 122 dones vivint soles), 245 parelles sense fills, 294 parelles amb fills i 88 famílies monoparentals amb fills.
La població ha evolucionat segons el següent gràfic:
Habitants censats

### Habitatges
El 2007 hi havia 964 habitatges, 851 eren l'habitatge principal de la família, 56 eren segones residències i 58 estaven desocupats. 828 eren cases i 134 eren apartaments. Dels 851 habitatges principals, 578 estaven ocupats pels seus propietaris, 250 estaven llogats i ocupats pels llogaters i 23 estaven cedits a títol gratuït; 9 tenien una cambra, 80 en tenien dues, 141 en tenien tres, 235 en tenien quatre i 387 en tenien cinc o més. 574 habitatges disposaven pel capbaix d'una plaça de pàrquing. A 411 habitatges hi havia un automòbil i a 338 n'hi havia dos o més.

### Piràmide de població
La piràmide de població per edats i sexe el 2009 era:
| Homes | Edats   | Dones |
| ----- | ------- | ----- |
| 0     | 95 o +  | 0     |
| 0     | 90 a 94 | 4     |
| 4     | 85 a 89 | 12    |
| 8     | 80 a 84 | 12    |
| 24    | 75 a 79 | 36    |
| 40    | 70 a 74 | 36    |
| 20    | 65 a 69 | 56    |
| 36    | 60 a 64 | 44    |
| 32    | 55 a 59 | 40    |
| 56    | 50 a 54 | 40    |
| 84    | 45 a 49 | 56    |
| 56    | 40 a 44 | 44    |
| 68    | 35 a 39 | 64    |
| 44    | 30 a 34 | 52    |
| 52    | 25 a 29 | 68    |
| 60    | 20 a 24 | 56    |
| 21    | 15 a 19 | 52    |
| 76    | 10 a 14 | 36    |
| 40    | 5 a 9   | 32    |
| 36    | 0 a 4   | 32    |

## Economia
El 2007 la població en edat de treballar era de 1.352 persones, 1.002 eren actives i 350 eren inactives. De les 1.002 persones actives 872 estaven ocupades (483 homes i 389 dones) i 130 estaven aturades (58 homes i 72 dones). De les 350 persones inactives 102 estaven jubilades, 104 estaven estudiant i 144 estaven classificades com a «altres inactius».

### Ingressos
El 2009 a La Rivière-Saint-Sauveur hi havia 873 unitats fiscals que integraven 2.032 persones, la mediana anual d'ingressos fiscals per persona era de 18.753,5 €.

### Activitats econòmiques
Dels 83 establiments que hi havia el 2007, 2 eren d'empreses alimentàries, 1 d'una empresa de fabricació d'altres productes industrials, 18 d'empreses de construcció, 19 d'empreses de comerç i reparació d'automòbils, 3 d'empreses de transport, 12 d'empreses d'hostatgeria i restauració, 2 d'empreses financeres, 4 d'empreses immobiliàries, 7 d'empreses de serveis, 9 d'entitats de l'administració pública i 6 d'empreses classificades com a «altres activitats de serveis».
Dels 29 establiments de servei als particulars que hi havia el 2009, 1 era una oficina de correu, 1 una oficina bancària, 1 taller de reparació d'automòbils i de material agrícola, 3 paletes, 3 guixaires pintors, 2 fusteries, 6 lampisteries, 3 electricistes, 2 perruqueries, 4 restaurants, 2 agències immobiliàries i 1 saló de bellesa.
Dels 8 establiments comercials que hi havia el 2009, 1 era un hipermercat, 2 fleques, 1 una fleca, 1 una botiga de congelats, 1 una llibreria, 1 una botiga de material de revestiment de parets i terra i 1 una joieria.
L'any 2000 a La Rivière-Saint-Sauveur hi havia 8 explotacions agrícoles.

## Equipaments sanitaris i escolars
L'únic equipament sanitari que hi havia el 2009 era una farmàcia.
El 2009 hi havia 1 escola maternal i 1 escola elemental.

## Poblacions més properes
El següent diagrama mostra les poblacions més properes.